# Voie rapide S3 (Pologne)
Pour les articles homonymes, voir S3.
La voie rapide S3 (Droga ekspresowa S3) est une voie rapide polonaise d’une longueur totale de 470,6 km, qui reliera, à terme, le nord du pays à Świnoujście jusqu'à Lubawka (frontière tchèque), desservant ainsi tout l'Ouest de la Pologne et les grandes villes de Szczecin, Gorzów Wielkopolski, Zielona Góra et Legnica.
La partie sud entre Bolków et la frontière tchèque est encore en construction. En revanche, tout le tronçon entre Troszyn et Bolków est terminé. Entre Świnoujście et Troszyn, le tronçon est aussi en projet mais la mise à 2x2 voies de la nationale est en cours.

## Histoire
Le 9 octobre 2017, la deuxième voie de la déviation de Gorzów Wielkopolski est ouverte à la circulation après trois ans de travaux.

## Parcours
- Tronçon entre Świnoujście et Troszyn en construction
- Échangeur entre S3 et A6 : Szczecin, Słupsk, Gdańsk, Berlin (Allemagne)
  -  Aire de service Wysoka wschód (sens Lubawka-Świnoujście)
  -  Aire de service Wysoka zachód (sens Świnoujście-Lubawka)
- 1 Gryfino : Gryfino
  -  Aire de repos Kunowo (dans les deux sens)
- 2 Pyrzyce : Pyrzyce, Banie
  -  Aire de service Sitno wschód (sens Lubawka-Świnoujście)
  -  Aire de service Sitno zachód (sens Świnoujście-Lubawka)
- 3 Myślibórz : Myślibórz, Dębno, Kostrzyn nad Odrą, Krajnik Dolny (frontière allemande)
  - (en projet)  Aire de repos Nowogródek Pomorski (dans les deux sens)
  - (en projet)  Aire de service Marwice (dans les deux sens)
- 4 Gorzów Wielkopolski Północ : Gorzów Wielkopolski (nord) (centre), Dębno
- 5 Gorzów Wielkopolski Zachód : Gorzów Wielkopolski (ouest) (centre), Witnica, Kostrzyn nad Odrą
- Viaduc sur la Warta (729 m)
- 6 Gorzów Wielkopolski Południe : Gorzów Wielkopolski (sud) (centre), Strzelce Krajeńskie, Kostrzyn nad Odrą
  - (en projet)  Aire de service Trzebiszewo (dans les deux sens)
- 7 Skwierzyna Zachód : Skwierzyna (centre), Kostrzyn nad Odrą (frontière allemande)
- Viaduc sur l'Obra (215 m)
- 8 Skwierzyna Południe : Skwierzyna (sud), Międzychód, Pniewy
  -  Aire de repos Popowo (dans les deux sens)
- 9 Międzyrzecz Północ : Międzyrzecz (nord)
- Viaduc sur l'Obra (307 m)
- 10 Międzyrzecz Zachód : Międzyrzecz (ouest) (centre), Słubice, Trzciel
- 11 Międzyrzecz Południe : Międzyrzecz (sud)
  - (en projet)  Aire de repos Sosnówka (dans les deux sens)
- Échangeur entre S3 et A2 : Świecko (frontière allemande), Poznań, Łódź, Varsovie
- 12 Świebodzin Północ : Świebodzin (nord)
- 13 Świebodzin Południe : Świebodzin (sud) (centre)
  -  Aire de repos Kępsko (dans les deux sens)
- 14 Sulechów : Sulechów, Kargowa, Wolsztyn
- Viaduc sur l'Oder (571,84 m)
  - (en projet)  Aire de repos Stożne (dans les deux sens)
- 15 Zielona Góra Północ : Zielona Góra (nord), Krosno Odrzańskie, Gubin (frontière allemande)
- 16 Racula (Zielona Góra Południe) : Zielona Góra (sud) (centre)
  - (en projet)  Aire de service Racula (sens Lubawka-Świnoujście)
  -  Aire de service Racula (sens Świnoujście-Lubawka)
- 17 Niedoradz (demi-échangeur) : Niedoradz, Modrzyca
- 18 Nowa Sól Zachód : Nowa Sól, Kożuchów
- Tronçon entre Bolków et la frontière tchèque en construction